# Скворцова, Ирина Арнольдовна
Скворцова Ирина Арнольдовна (род. 5 февраля 1956) — российский музыковед, доктор искусствоведения, профессор, декан научно-композиторского факультета, заведующая кафедрой Истории русской музыки Московской Государственной Консерватории имени П. И. Чайковского, член Союза композиторов России. Заслуженный работник культуры Российской Федерации (2022).

## Биография
Родилась в г. Москве. В 1981 г. окончила теоретико-композиторский факультет Московской консерватории. Дипломная работа: «Гавриил Попов. 20-е годы» (класс проф. И. А. Барсовой)
С 1981 года - сотрудник отдела редких изданий и рукописей Научной музыкальной библиотеки им. С. И. Танеева Московской консерватории.
В 1987 году окончила аспирантуру Московской Консерватории.
В 1992 году защитила кандидатскую диссертацию на соискание ученой степени кандидата искусствоведения на тему: «Музыкальная поэтика балета П. И. Чайковского „Щелкунчик“».
В 2010 году защитила докторскую диссертацию на соискание степени доктора искусствоведения на тему: «Стиль модерн в русском музыкальном искусстве рубежа XIX—XX веков».
В 1988—1994 гг. — преподаватель истории музыки в Государственном хореографическом институте. Прочитала курс лекций по истории русской музыки в Самаре (1997, 1998), Татарстане (1998, 1999), Архангельске (2000).
И. А. Скворцова занимается музыкально-критической, научной и организационной деятельностью. Более 25 лет совместно с Е. М. Царёвой организует и участвует в лекциях-концертах «Университета музыкальной культуры», которые ежемесячно проходят в Малом зале консерватории.                                                    С 2001 г. И. А. Скворцова организует и ведет ежемесячные «Встречи в музыкальной гостиной», которые проходят в концертном зале Мясковского.                                                                                                                     В 2006 г. - научный руководитель Архива Московской консерватории.
В числе консерваторских педагогов — профессиональных наставников И. А. Скворцовой: Барсова И. А., Кандинский А. И., Холопов Ю. Н., Денисов Э. В., Холопова В. Н., Судзан Н. А.

## Административная деятельность в Московской консерватории
- 2001 — 20 февраля 2020: декан факультета повышения квалификации
- С 2015 года  — заведующая кафедрой истории русской музыки Московской консерватории
- С 20 февраля 2020 года: третий и последний декан историко-теоретического факультета
- C 1 октября 2020 года — декан научно-композиторского факультета

## Творческая и научно-практическая деятельность
И. А. Скворцова активно и плодотворно занимается просветительской деятельностью. Является художественным руководителем и постоянной ведущей ежемесячной просветительской программы «Встречи в музыкальной гостиной» (проходят в концертном зале имени Н. Я. Мясковского Московской Консерватории). Принимает участие в организации и проведении просветительской программы «Университет музыкальной культуры» (МГК им. П. И. Чайковского).
Автор телевизионных фильмов о П. И. Чайковском, о музыке времен войны 1812 года.                                                                                                              Автор и художественный руководитель проекта «Возрождение русской оперной классики» в МГК имени П. И. Чайковского. В рамках проекта были осуществлены постановки с использованием мультимедийных технологий: музыкальной мелодрамы Е. И. Фомина «Орфей» (7 октября 2016 г.), комической оперы Д. С. Бортнянского «Сын-соперник» (5 декабря 2017 г.), лирической оперы А. С. Аренского «Рафаэль» (7 октября 2019 г.), комической оперы-водевиля А. Н. Верстовского «Карантин» (17 ноября 2021 г.), камерной оперы С. В. Рахманинова «Скупой рыцарь» (6 декабря 2022 г.) по одноимённой «маленькой трагедии» А. С. Пушкина, оперы С. Н. Василенко «Сказание о граде великом Китеже и тихом озере Светояре» (7 ноября 2023 г.).
Автор идеи и художественный руководитель Фестиваля «Музыка дягилевских сезонов», посвященного 150-летию со дня рождения С. П. Дягилева (28 сентября 2022 — Рахманиновский зал Консерватории; 28 октября 2022 года — Концертный зал имени Н. Я. Мясковского; 8 ноября 2022 года — Большой зал Московской консерватории).
Основная область научно-творческих интересов И. А. Скворцовой  — история русской музыки, стилистические проблемы русского музыкального модерна, авангарда 1920-х годов, теоретические и исторические проблемы современной музыки, психология творчества, музыкальная архивистика, текстология.
Автор более 150 научных и научно-методических работ по различным направлениям истории русской музыки, в том числе монографий «Стиль модерн в русском музыкальном искусстве рубежа XIX—XX веков» (Москва, Композитор, 2009, 2012, 2015), «Балет П. И. Чайковского „Щелкунчик“: опыт характеристики» (Москва, МГК, 2011), сборников статей «Рахманинов и XXI век. Прошлое и настоящее» (М.,НИЦ «Московская консерватория», 2016), «С. И. Танеев и А. Н. Скрябин. Учитель и Ученик» (М.,НИЦ «Московская консерватория», 2018), автор идеи, главный редактор и составитель коллективной монографии «Стиль Рахманинова», к 150-летию со дня рождения (Москва, 2023), а также научных статей в рецензируемых изданиях, в том числе в журналах, рекомендованных ВАК (25).
Член Ученого совета, диссертационного совета, редакционно-издательского совета, учебно-методического совета Московской государственной консерватории имени П. И. Чайковского, член редакционно-издательского совета Дома-музея С. В. Рахманинова «Ивановка»,
Подготовила 7 кандидатов наук.
И. А. Скворцова — постоянный участник научных симпозиумов и конференций, организатор и участник многих международных научных проектов и методических конференций. Неоднократный руководитель грантов РГНФ, и научно-творческих проектов, финансируемых ФЦП Культура.

## Педагогическая деятельность
С 1993 г. преподает на кафедре истории русской музыки Московской консерватории, с 1995 г. — доцент, с 2003 г. — профессор.
Учебные курсы И. Скворцовой в Московской консерватории:
- Общий курс истории русской музыки для исполнителей.
- История русской музыки рубежа XIX—XX веков,
- Спецкурсы: «Творчество П. И. Чайковского» (для 3 курса); «Стиль модерн в русском музыкальном искусстве рубежа XIX—XX веков» (для 4 курса); «Музыкально-архивное дело»; «Творчество Лядова»; «Творчество Скрябина»; «Творчество Рахманинова».

## Избранные публикации
- Стиль модерн в русском музыкальном искусстве рубежа XIX—XX веков. М: Композитор, 2009. — 355 c. ( переиздана в 2012 году: ISBN 978-5-4254-0049-9).
- Формы русского церковного пения. М.: Научно-издательский центр «Московская консерватория», 2010. — 92с.
- Балет П. И. Чайковского «Щелкунчик»: опыт характеристики. Москва, 2011. — 68 с.
- Рахманинов и XXI век. Прошлое и настоящее. Сборник статей. М.: Научно-издательский центр «Московская консерватория», 2016. — 248 с. (редактор-составитель).
- С.И Танеев и А.Н.Скрябин. Учитель и Ученик : сборник статей по материалам международной научно-практической конференции навстречу 150-летию Московской консерватории / Московская государственная консерватория имени П. И. Чайковского, Кафедра истории русской музыки ; редакционная коллегия: И. А. Скворцова [и др.]. - М.: Московская консерватория, 2018. - 287 с.; ISBN 978-5-89598-340-9.
- Русская музыкальная историография: прошлое, современность, перспективы. М.: Научно-издательский центр «Московская консерватория», 2022. — 384 с.
- Пути развития русской оперы. М.: Научно-издательский центр «Московская консерватория», 2023. — 304 с. (редактор-составитель).
- Стиль Рахманинова. М.: 2023 — 303 с. (статья в коллективной монографии).

## Награды и звания
- Медаль «Ветеран труда»
- Медаль «В память 850-летия Москвы»
- Заслуженный работник культуры Российской Федерации (12 декабря 2022 года) — за большой вклад в развитие отечественной культуры и искусства, многолетнюю плодотворную деятельность[4]
- За значительный вклад в развитие интеллектуального потенциала России и за успехи в подготовке высококвалифицированных кадров в сфере художественного образования награждена Дипломом Международного форума «Интеллектуальная собственность — XXI век» (2011)
- Серебряный знак отличия (медаль) в честь 150-летия Московской консерватории (2016)
- За большой вклад в развитие культуры, в 2016 году объявлена Благодарность Министра культуры РФ (2016)
- За примерное служение Отечеству, высокополезные труды на поприще развития и укрепления образования, науки, творчества и культуры объявлена благодарность Главы Российского Императорского Дома (2017)